# Chihiro Takayama
Chihiro Takayama (japanisch 高山 千尋 Takayama Chihiro; * 10. Februar 1991) ist eine japanische Tennisspielerin.

## Karriere
Takayama begann mit zehn Jahren das Tennisspielen und bevorzugt Sandplätze. Sie spielt vor allem auf Turnieren der ITF Women’s World Tennis Tour, bei denen sie aber bislang keinen Titel gewinnen konnte.
2006 erhielt sie eine Wildcard für die Qualifikation zum Hauptfeld im Dameneinzel des Budapest Grand Prix, ihrem ersten Turnier der WTA Tour, wo sie aber bereits in der ersten Qualifikationsrunde gegen Urszula Radwańska mit 0:6 und 4:6 verlor.
2011 erreichte sie mit Partnerin Natela Dsalamidse bei den ITF Roller Open im Damendoppel mit einem 7:5 und 7:64 Sieg über die Paarung Julija Bejhelsymer und Mandy Minella das Viertelfinale, wo die beiden dann gegen Kristina Barrois und Anna-Lena Grönefeld mit 4:6 und 5:7 verloren. Im September erhielt sie einen Platz in der Qualifikation zum Hauptfeld im Dameneinzel der Guangzhou International Women’s Open, ihrem zweiten Turnier der WTA Tour. Sie verlor in der ersten Qualifikationsrunde nur knapp in drei Sätzen mit 6:1, 3:6 und 5:7 gegen Karen Barritza.
2012 erhielt sie im Oktober vom Veranstalter eine Wildcard für die Qualifikation zu den HP Japan Women’s Open Tennis, ihrem dritten Turnier der WTA Tour, wo sie gegen Miki Miyamura mit 2:6 und 0:6 in der ersten Qualifikationsrunde verlor.
2014 erhielt sie nochmals eine Wildcard für die Qualifikation zu den Japan Women’s Open Tennis, wo sie in der ersten Runde mit 3:6 und 1:6 gegen Alizé Lim verlor.